# Прапори регіонів Ефіопії

Прапор Ефіопії

Мапа регіонів Ефіопії

В адміністративно-територіальному відношенні територія Ефіопії поділяється на 9 регіонів.

## Список
| Прапор | Затверджений | Використання                        | Опис |
| ------ | ------------ | ----------------------------------- | --- |
|        | 1996 –       | Амхара                              | Прапор являє собою золотий прямокутник з широкою червоною діагональною смугою. У центрі прапору розміщено золоту п'ятипроменеву зірку. |
|        | 2012 –       | Афар                                | Прапор являє собою синьо-біло-зелений горизонтальний триколор, в лівій частині якого розміщений червоний трикутник. В центрі білої смуги розміщений герб Афару.                                                                                          |
|        | –            | Бенішангул-Гумуз                    | Прапор являє собою чорно-золото-зелений горизонтальний триколор, в лівій частині якого розміщений червоний трикутник. |
|        | –            | Гамбела                             | Прапор складається з чотирьох рівнозначних смуг чорного, зеленого, білого та червоного кольорів. В центрі білої смуги розміщена чорна п'ятипроменева зірка.                                                                                              |
|        | 1999 –       | Оромія                              | Прапор являє собою червоно-біло-чорний горизонтальний триколор, в центрі якого розміщене стилізоване зображення дерева. |
|        | –            | Регіон Народів і народностей півдня | Прапор являє собою синьо-біло-червоний горизонтальний триколор. В центрі білої смуги розміщена емблема регіону. |
|        | 2018 –       | Сомалі                              | Прапор являє собою зелено-біло-червоний горизонтальний триколор, в лівій частині якого розміщений золотий трикутник. В центрі трикутника розміщене зображення верблюда.                                                                                  |
|        | –            | Тиграй                              | Прапор являє собою червоне прямокутне полотнище, в лівій частині якого розміщений золотий трикутник. У центрі прапору розміщена золота п'ятипроменева зірка, повернута на 45°.                                                                           |
|        | –            | Харарі                              | Прапор складається з п'яти нерівних смуг білого, червоного, білого, зеленого і білого кольорів, із зображенням герба регіону в центрі. Середина біла смуга вдвічі ширина за червону і зелену смуги, які в свою чергу двічі ширші за зовнішні білі смуги. |